# Plutajući žabočun
Plutajući žabočun (plutajuća žlica, luronijum, lat. Luronium natans), jedina vrsta roda luronijum (Luronium) iz poorodice žabočunovki. To je vodeni polugrm raširen po Europi, uključujući Baltičke države, neke države zapadne i istočne Europe i Hrvatsku.
Biljka naraste do visine od 60 – 80 cm, cvijet je bijel (hermafrodit), listovi su plutajući u plitkim stajaćim vodama, dok su u dubljoj vodi iski i dugački. Vrijeme cvjetanja je od lipnja – kolovoza.
Nekada je bila klasificirana rodovima Echinodorus i Alisma.

## Sinonimi
- Alisma diversifolium Gilib. [nije validan]
- Alisma natans L.
- Alisma natans var. sparganiifolium Fr.
- Echinodorus natans (L.) Engelm.
- Echinodorus natans var. repens Rchb.
- Echinodorus natans f. repens Asch. & Graebn.
- Elisma natans (L.) Buchenau
- Elisma natans f. fluitans Buchenau
- Elisma natans f. repens Buchenau
- Elisma natans var. repens (Rchb.) Asch. & Graebn.
- Elisma natans f. sparganiifolium (Fr.) Glück
- Elisma natans var. sparganiifolium (Fr.) Asch. & Graebn.
- Elisma natans var. terrestre (Glück) Hegi
- Elisma natans f. terrestris Glück
- Nectalisma natans (L.) Fourr.

## Galerija
- Luronium natans
- Luronium natans
- Luronium natans
- Luronium natans, listovi u dubljoj vodi